# Miguel Nicolás
Miguel Osvaldo Nicolás (13 de diciembre de 1954, Córdoba, Argentina) abogado, político. dirigente de la Unión Cívica Radical en Córdoba. fue  Senador de la provincia de Córdoba (1993-2001), Presidente provisorio de la Cámara de Senadores de la provincia de Córdoba (1995-1999) y Legislador Provincial de Córdoba (2003-2011,2015-2019 y 2023-actualidad).

## Trayectoria política

### Senador Provincial, 1993-2001
En 1993 fue elegido Senadorde la provincia de Córdoba para el periodo 1993-1997 y reelecto en 1997 hasta 2001. Durante el gobierno de Ramón B. Mestre en la provincia de Córdoba, fue el Presidente Provisorio del Senado de la provincia 12 de julio de 1995 hasta el 12 de julio de 1999 pero continuo hasta diciembre de ese año.
En el año 2000, mientras era Senador Provincial el gobierno Peronista de José Manuel De la Sota decidió unificar la cámara de senadores con la de diputados provincial y así paso de ser una cámara bicameral a una cámara unicameral con solo 70 legisladores.

### Legislador Provincial (2003-2011 y 2015-2019)
En el año 2003, el Radicalismo salió segundo en las Elecciones a Gobernador con el 37,84% de los votos y Miguel Nicolas fue elegido Legislador Provincial de Córdoba para el periodo 2003-2007, fue uno de los 10 legisladores Radicales que logró entrar. Fue reelecto Legislador en las elecciones a Gobernador de Córdoba 2007 para el periodo 2007-2011.
Volvió a ser electo Legislador Provincial en el año 2015 por la alianza Juntos por Córdoba (Unión Cívica Radical, PRO y Frente Cívico) que obtuvo el 33,78% de los votos.
El 15 de marzo de 2017 el Legislador Nicolas pidió “la inmediata intervención del gobernador (Juan) Schiaretti.[cita requerida]
Nicolás fustigó al titular de la cartera de Educación. También pidió un informe sobre el Estadio Mario Alberto Kempes “Resulta de sumo malestar para todos los cordobeses aficionados del fútbol, que las obras por imprevisión no se hayan terminado en tiempo y forma”, dijo el legislador en alusión a las reiteradas postergaciones que se vienen realizando sobre el uso del mismo. 
“Esto obliga a los clubes cordobeses a buscar un nuevo estadio o postergar las fechas, generando un grave inconveniente a los cordobeses, debido a las garantías de seguridad que ofrece el estadio mayor, las condiciones de tránsito y todo lo referente al desarrollo de un evento futbolístico de primera, donde se movilizan miles y miles de personas”.
Su mandato concluyó el 10 de diciembre de 2019.

### Precandidato a Intendente de Córdoba 2019
El día 6 de agosto de 2018 su grupo interno Fuerza Renovadora que el mismo lidera se reunió y decidieron que el legislador se presentara para pelear la interna a intendente de la ciudad.
El día 18 de febrero de 2019, Miguel Nicolas presentó su lista de precandidatos a concejales la cual el encabeza como precandidato a intendente y el día 22 eligio a su mano derecha Guillermo Farías como precandidato a viceintendente, Farias fue presidente del comité capital UCR cordoba 2004-2006 y concejal de la ciudad 2007-2015.

### Precandidatura a Diputado Nacional 2019
Para las primarias  Legislativas de 2019 Miguel Nicolas presentó su lista de diputados nacionales para pelear la candidatura dentro de Juntos por el Cambio a la listas de Mario Negri y la lista de Javier Fabre presidente de la Línea Córdoba(Angelocismo). La lista salió en tercer lugar con el 16 mil votos en las primarias, abajo de Mario Negri y Javier Fabre que salió en segundo lugar.

### Legislador de la Provincia (2023-actualidad)
En las Elecciones provinciales de Córdoba de 2023 fue electo legislador para el periodo 2023-2027 y participa de la siguiente comisión:
- Comisión de Jurado de Enjuiciamiento de Magistrados y Funcionarios del Poder Judicial (LEY Nº 7.956)

### En la Unión Cívica Radical
Dentro del Partido, Miguel Nicolas fue Presidente del Comité Capital Córdoba (1995-1998 y 2008-2010), Presidente del Comité Provincia (2001-2003), Vicepresidente primero del Comité Provincia y Presidente del Congreso Provincial (2014-2016). Lidera el grupo interno llamado Fuerza Renovadora.
En las internas del 12 de junio de 2012 Miguel Nicolas buscaba la presidencia del partido en la ciudad por lo cual debía enfrentar al candidato Mestrista Alfredo Sapp. Los resultados un 64 por ciento para Sapp y un 36 por ciento para Nicolás.

## Historia Electoral

### Elección Legislador Provincial 2015
| Partido/Alianza       | Partido/Alianza                                          | Legislador por distrito único | Legislador por distrito único | Legislador por distrito único | Legislador departamental | Legislador departamental | Legislador departamental | Bancas totales |
| Partido/Alianza       | Partido/Alianza                                          | Votos                         | %                             | Bancas                        | Votos                    | %                        | Bancas                   | Bancas totales |
| --------------------- | -------------------------------------------------------- | ----------------------------- | ----------------------------- | ----------------------------- | ------------------------ | ------------------------ | ------------------------ | -------------- |
|                       | Unión por Córdoba                                        | 598.882                       | 36,86                         | 18/44                         | 614.830                  | 37,02                    | 18/26                    | 36/70          |
|                       | Juntos por Córdoba                                       | 532.322                       | 32,77                         | 15/44                         | 566.944                  | 34,14                    | 7/26                     | 22/70          |
|                       | Córdoba Podemos                                          | 253.198                       | 15,59                         | 7/44                          | 268.912                  | 16,19                    | 1/26                     | 8/70           |
|                       | Frente de Izquierda y de los Trabajadores                | 101.785                       | 6,27                          | 3/44                          | 100.307                  | 6,04                     |                          | 3/44           |
|                       | Encuentro Vecinal Córdoba                                | 34.447                        | 2,12                          | 1/44                          | —                        | —                        | 1/44                     |                |
|                       | MST-Nueva Izquierda                                      | 32.641                        | 2,01                          |                               | 34.495                   | 2,08                     |                          |                |
|                       | Movimiento al Socialismo                                 | 25.458                        | 1,57                          | 24.945                        | 1,50                     |                          |                          |                |
|                       | Frente Progresista y Popular (PS - GEN - MLS - UP - PTP) | 25.324                        | 1,56                          | 30.928                        | 1,86                     |                          |                          |                |
|                       | Coalición Cívica ARI                                     | 6.094                         | 0,38                          | 10.969                        | 0,66                     |                          |                          |                |
|                       | Partido Liberal Republicano                              | 5.787                         | 0,36                          | —                             | —                        |                          |                          |                |
|                       | Unión Celeste y Blanco                                   | 4.799                         | 0,30                          | 1.475                         | 0,09                     |                          |                          |                |
|                       | Movimiento de Unidad Popular                             | 3.869                         | 0,24                          | 6.634                         | 0,40                     |                          |                          |                |
| Votos positivos       | Votos positivos                                          | 1.624.606                     | 80,86                         | 1.660.737                     | 82,66                    |                          |                          |                |
| Votos en blanco       | Votos en blanco                                          | 316.002                       | 15,73                         | 272.810                       | 13,58                    |                          |                          |                |
| Votos nulos           | Votos nulos                                              | 68.522                        | 3,41                          | 75.583                        | 3,76                     |                          |                          |                |
| Participación         | Participación                                            | 2.009.130                     | 74,97                         | 2.009.130                     | 74,97                    |                          |                          |                |
| Abstenciones          | Abstenciones                                             | 670.753                       | 25,03                         | 670.753                       | 25,03                    |                          |                          |                |
| Electores registrados | Electores registrados                                    | 2.679.883                     | 100                           | 2.679.883                     | 100                      |                          |                          |                |
| Fuentes:              |                                                          |                               |                               |                               |                          |                          |                          |                |

Juntos Por Córdoba (22): Orlando Arduh, Miguel Nicolás, Maria Caffaratti, Hugo Alfonso Capdevila, Gustavo Carrara, Carlos Alberto Ciprian, Jose Eugenio Diaz, Javier Bee Sellares, Veronica Elvira Gazzoni, Víctor Abel Lino, Benigno Antonio Rins y Amalia Andrea Vagni (UCR,12) Daniel Juez,  Fernando José Pelloni, Juan Pablo Quinteros, Marina Mabel Serafín, Marcela Noemi Tinti y Adolfo Edgar Somoza (FC,6) Darío Gustavo Capitani, Soher El Sukaria y Viviana Cristina Massare (PRO,3)